# Catena Davy
La Catena Davy è una struttura geologica della superficie della Luna.
Si tratta di una successione lineare di 23 piccoli crateri che si estendono dal centro di Davy Y, lungo un percorso arcuato, in direzione del grande cratere Ptolemaeus verso est-nord-est. Si trova alle coordinate 11,0° S, 7.0° W ed ha un'estensione di circa 50 km.
Questa formazione probabilmente non è una craterizzazione secondaria non avendo origine da un cratere identificabile. L'origine più probabile è la frammentazione, dovuta a compressione mareale, di un singolo corpo. Immagini ad alta risoluzione mostrano come i crateri debbano essere della stessa età, in quanto i materiali espulsi dagli impatti non ricoprono i crateri vicini. Alcuni scienziati hanno tuttavia avanzato l'ipotesi di un'origine vulcanica della catena.
Nel 1974, sei di questi crateri hanno ricevuto un nome non ufficiale in connessione con l'iniziativa della NASA chiamata Topophotomap 77D1S1(10). Questi nomi, riportati in tabella, sono stati successivamente ufficializzati dall'Unione Astronomica Internazionale.
| Cratere   | Coordinate   | Diametro | Origine del nome |
| --------- | ------------ | -------- | ---------------- |
| Alan      | 10,9 S 6,1 W | 2,0 km   | nome irlandese   |
| Delia     | 10,9 S 6,1 W | 2,0 km   | nome greco       |
| Harold    | 10,9 S 6,0 W | 2,0 km   | nome scandinavo  |
| Osman     | 11,0 S 6,2 W | 2,0 km   | nome turco       |
| Priscilla | 10,9 S 6,2 W | 1,8 km   | nome latino      |
| Susan     | 11,0 S 6,3 W | 1,0 km   | nome inglese     |